# Nico van Suchtelen
Nicolaas Johannes (Nico) van Suchtelen (Amsterdam, 25 oktober 1878 - Ermelo, 26 augustus 1949) was een Nederlands schrijver, dichter, vertaler en uitgever.

## Biografie
Nico van Suchtelen was lid van het in de Nederlandse adel opgenomen geslacht Van Suchtelen en de zoon van Ferdinand Antonius van Suchtelen (1851-1923), commies eerste klasse bij de Telegrafie, en diens eerste echtgenote Josina Paulina Adriana Beversen (1852-1895); hij had nog een broer en een zus uit zijn vaders tweede huwelijk en nog twee halfzussen van wie er een op jonge leeftijd overleden is. Op 26 maart 1902 trouwde hij met Carolina Jacoba van Hoogstraten (1876-1956), met wie hij twee dochters en drie zoons kreeg (onder wie de foto-journalist Waldo van Suchtelen). Hij scheidde van haar op 10 juni 1921. Vervolgens trouwde hij op 11 augustus 1921 met Catharina Elisabeth van der Werff (1884-1952), met wie hij twee zoons en een dochter kreeg.
Nico van Suchtelen studeerde natuurwetenschappen (chemie), sociologie en economie te Amsterdam, later psychologie en filosofie in Zürich en promoveerde in Amsterdam in de staatswetenschappen (staatshuishoudkunde, is economie).
Van Suchtelen werkte enige tijd in Van Eedens kolonie Walden.
In 1913 werd hij directiesecretaris van de Wereldbibliotheek, de progressief-culturele stichting van Leo Simons, van wie hij mededirecteur (vanaf 1925) en opvolger werd (van 1930 tot 1948). Hij schreef romans, gedichten en verhandelingen en vertaalde onder andere Dante, Goethe, Spinoza, Shakespeare, Freud, Cavalcanti, Petrarca, Marcus Aurelius.
In 1999 publiceerde zijn kleindochter Esther Blom zijn biografie: De vlam van het menselijk denken. Nico van Suchtelen 1878-1949.
Hoewel Van Suchtelen onder eigen naam publiceerde heeft hij zich ook wel bediend van het pseudoniem “Theo van Berkel”.

## Werk (incompleet)
- 1903 - Primavera (poëzie)
- 1905 - Verzen (poëzie)
- 1906 - Quia absurdum

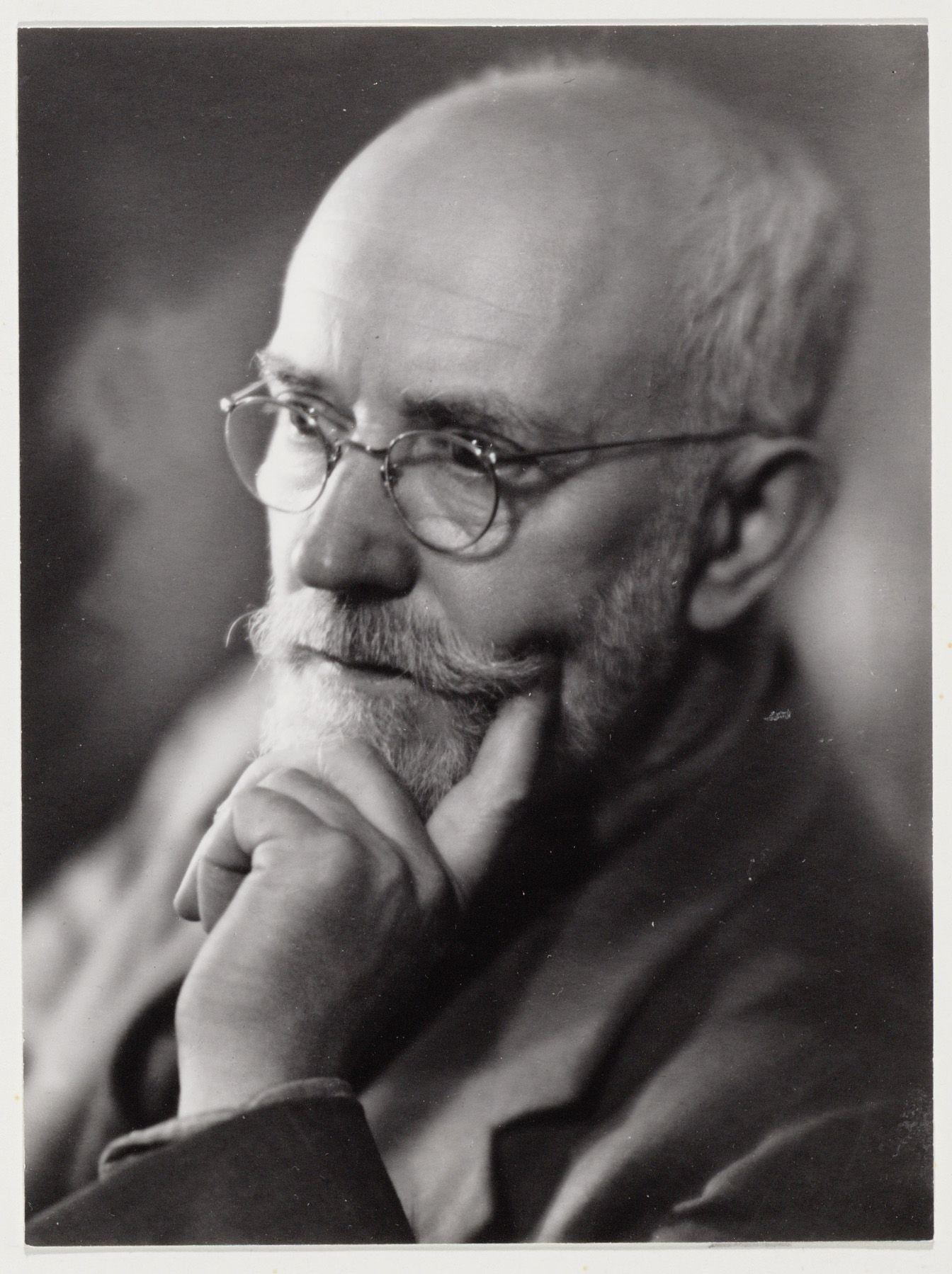
Nico van Suchtelen
(foto uit 1938 door Jacob Merkelbach)

- 1911 - De waarde als psychisch verschijnsel (proefschrift)
- 1912 - Verzen (vermeerderde uitgave) (poëzie)
- 1913 - Liefdes dool (poëzie)
- 1913 - De tuin der dromen (toneel)
- 1915 - Ethica (vertaling van Spinoza)
- 1916 - De stille lach (met Annie Salomons)
- 1917 - Uit de diepten der ziel
- 1918 - Zwerftochten
- 1918 - Het daghet in het westen (toneel)
- 1920 - Demonen
- 1923 - Eva's jeugd
- 1927 - Tot het Al-Ene
- 1930 - Droomspel des levens (toneel)
- 1933 - Tat tw-am asi (Dat ben jij)
- 1934 - Het recht tot dienstweigering
- 1935 - Fontie
- 1936 - Oorlog
- 1939 - Het spiegeltje van Venus
- 1945 - Het eerst nodige

## Vertalingen
- 1946 - Het nachtfeest van Venus ( Pervigilium Veneris )
- onbekend jaartal - "Sonnetten" van Michelangelo Buonarroti, oplage bestemd voor de leden van de W.B.-Vereniging (Wereldbibliotheek)